# Колиндяни (гміна)
Гміна Колиндяни — сільська гміна у Чортківському повіті Тернопільського воєводства Другої Польської Республіки. Адміністративний центр — с. Колиндяни.
Площа гміни — 131,42 км², кількість житлових будинків — 2320, кількість мешканців — 11363.

## Історія гміни
Утворена 1 серпня 1934 року в рамках нового Закону про самоврядування від 23 березня 1933 року.
Створена на основі давніших гмін: Давидківці, Залісся, Звягель, Колиндяни, Струсівка, Тарнавка, Угринь, Швайківці, Шманьківці, Шманьківчики.